# Kanton Pantin-Ouest
Kanton Pantin-Ouest (fr. Canton de Pantin-Ouest) je francouzský kanton v departementu Seine-Saint-Denis v regionu Île-de-France. Tvoří ho pouze západní část města Pantin.